# Helluonini
Los helluoninos (Helluonini) son una tribu de coleópteros adéfagos de la familia Carabidae.

## Subtribus
Tiene las siguientes subtribus:
- Helluonina -
- Omphrina